# Laura Towne Merrick
Laura Towne Merrick (Hallowell, 18 settembre 1842 – Firenze, 4 luglio 1926) è stata una mecenate statunitense, vissuta a Lamporecchio, in provincia di Pistoia.

## Negli Stati Uniti d'America

### Origini familiari
Sesta di sette figli di Samuel Vaughan Merrick e Sarah Thomas, visse a Filadelfia, nel sobborgo di Germantown, fino alla metà degli anni '80 del XIX secolo.
Il padre era una personalità di rilievo nello sviluppo economico e culturale della città di Filadelfia. Nel 1835 dette avvio all'attività della fonderia Southwark Foundry, Merrick & Sons - History | VintageMachinery.org, che produceva motori a vapore. Il secondo nome, Towne, si riconduce a un socio del padre, John Towne, con il quale entrò in società nel 1840 fondando la compagnia "Merrick & Towne".
Era piuttosto alta, quasi 1 metro e 70 centimetri; aveva capelli e occhi castani, la fronte bassa, il naso dritto, il mento tondeggiante, il viso ovale e la carnagione chiara.

### Scuole di ricamo a Philadelphia
Si interessa fin da giovane al ricamo; la troviamo nel 1876 nel comitato consultivo del corso di ricamo creato quell'anno all'interno della scuola d'arte industriale nata a Filadelfia a seguito della Mostra internazionale delle arti, manifatture e prodotti del suolo e la miniera. Il corso si rifaceva alla esperienza della scuola londinese, la Royal School of Needlework, fondata nel 1872, tuttora attiva. Quando nel 1880 la scuola si spostò in una sede autonoma e prese il nome di Philadelphia School of Art Needlework,  lei ricoprì il ruolo di segretaria.

### Il Grand Tour
Come frequente nelle famiglie alto borghesi di fine secolo, dal 1869 e al 1870 visitò alcune tra le principali città europee, tra cui Roma, Parigi e Ginevra. Dalle lettere con la madre si evince che intraprese il Grand Tour per migliorare la sua salute cagionevole e alleviare una leggera depressione. Dopo un periodo trascorso a Philadelphia, nei primi anni Ottanta del 1800 tornò in Europa. Nel 1886 intraprese un viaggio verso Est (Russia e probabilmente Turchia), partendo da Parigi.  

## In Italia
A metà degli anni '80 decise di vivere in Italia  e, grazie alla mediazione di Emilio Torrigiani, acquistò nel 1889 un antico casale a Papiano, una frazione di Lamporecchio dove risiedette per tutta la vita salvo i periodi invernali trascorsi a Firenze e a Roma.
Fece notevoli ristrutturazioni alla villa introducendo tecniche all'avanguardia per la gestione dell'acqua e della illuminazione a gas. Gli interni della Villa di Papiano, conosciuta anche come "Villa dell'Americana", testimoniano i suoi gusti personali;  uso di elementi decorativi (stemmi araldici, grandi specchi, mantovane di pesante tessuto e arredi di legno scuro riccamente intagliati), un'ampia biblioteca, dipinti, collezioni di vetri di Murano e cineserie.

## Filantropia
Svolse una notevole azione di filantropia indirizzata verso diverse attività:

### La scuola di merletti e lavori femminili
Nei primi anni del Novecento istituì la “Scuola di merletti e lavori femminili di Lamporecchio”, collocata molto probabilmente nella villetta in via Boccaccio a Lamporecchio, da lei acquistata nel dicembre 1903.
Nel regolamento della scuola edito nel 1911 possiamo leggere i criteri che guidavano la scuola:
Alle ispettrici era raccomandata la sorveglianza sulla condotta morale e religiosa delle lavoratrici ed erano ammesse alla scuola soltanto le donne che professavano la religione cattolica, che appartenevano al comune di Lamporecchio e che avevano compiuto i dodici anni. Si dava la precedenza alle più anziane, alle più bisognose e a coloro che mostravano particolari attitudini per i lavori di ricamo.
Era previsto un tirocinio di tre mesi, durante i quali le allieve non avevano diritto ad alcun compenso; solo quando si fosse certificata la loro preparazione e la bravura nell'esecuzione avrebbero potuto iniziare a percepire il pagamento per il loro lavoro.
Il regolamento diffidava inoltre le allieve dall'utilizzare il materiale della scuola per produrre lavori non richiesti e a accettare commissioni per conto proprio; il laboratorio intendeva riservare esclusivamente a sé la privativa di un disegno con punto speciale.

#### Punto Lamporecchio

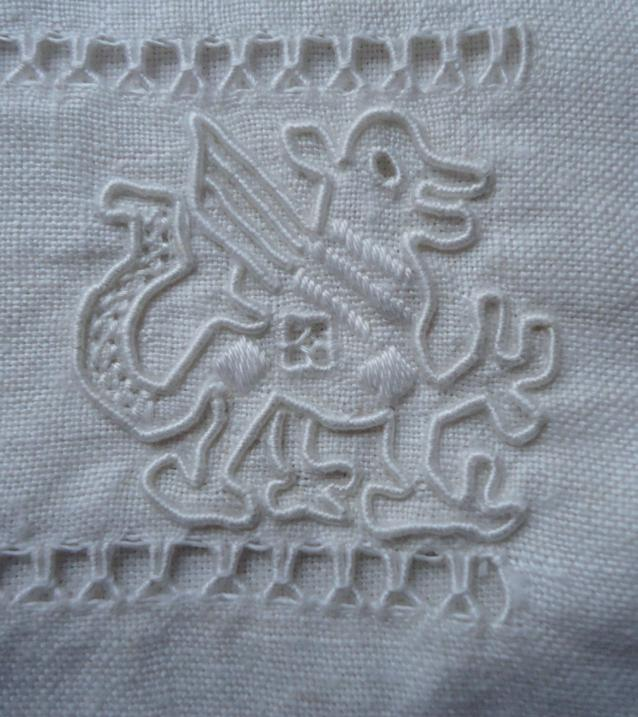
Punto Lamporecchio

All’interno della scuola, oltre ai punti di ricamo tipici del Pistoiese (Punto Antico), veniva insegnato un nuovo punto, il punto Lamporecchio. Questo si riconosce per la tecnica, inconfondibile, con la quale venivano eseguiti gli spessi contorni delle figure; il punto era frutto di una particolare lavorazione del punto erba, che appariva come un cordoncino in rilievo sulla tela. La difficoltà non era tanto nell’imparare il punto, quanto nel dare alle figure forme armoniose, renderle “vive”. I soggetti che ricorrevano sui diversi manufatti erano grifoni, aquile, uccelli, cigni e cani, un bestiario analogo alle figure che si trovavano nei bassorilievi delle chiese romaniche pistoiesi e del Montalbano. Gli altri due soggetti ricorrenti erano “i fidanzati” e “l’albero della vita con frutti”.
L’insegnante della scuola era Clotilde Negroni, nata a Castel San Pietro dell'Emilia nel 1862 e morta a Lamporecchio nel 1931. Negroni aveva portato con sé tutto il bagaglio culturale emiliano, le conoscenze e la maestria che a Bologna erano confluite nell’Aemilia Ars (1898), la società protettrice di arti e industrie decorative dell’Emilia-Romagna.
Si ipotizza che la scuola sia terminata con l’inizio della Prima guerra mondiale oppure con la morte di Laura (1926); le ricamatrici tuttavia portarono avanti l’attività, ognuna per conto proprio, e trasmisero alle generazioni successive tecniche e disegni. L’esecuzione del punto Lamporecchio si è protratta per almeno due generazioni (1900-1950), perdendosi quasi del tutto negli anni Sessanta. Quel tipo di ricamo, infatti, non ebbe molto successo commerciale in Toscana;  i negozi di Pistoia richiedevano soprattutto merletto, intaglio e punto antico.
La domanda di manufatti in punto Lamporecchio era prevalentemente americana. Negli Stati Uniti, grazie alle esposizioni universali tenutesi tra Ottocento e Novecento (Philadelphia, Saint Louis, San Francisco), il ricamo “made in Italy” aveva richiamato su di sé molta attenzione comparendo tra le “industrie femminili”.
Fino agli anni Sessanta, le ordinazioni dall’America arrivavano a Papiano direttamente a Virginia Torrigiani, sua dama di compagnia, che le trasmetteva alle ricamatrici. La stoffa veniva acquistata a Pistoia sulla piazza della Sala, dalla ditta Camici, uno storico commerciante di tessuti che faceva da capofila per tutte le ricamatrici.

### Filarmonica di Lamporecchio
La Banda Comunale di Lamporecchio, nata agli inizi dell’Ottocento, visse il periodo di massimo splendore nei decenni compresi tra la fine del XIX secolo e l’inizio di quello successivo.
Intorno al 1905 il corpo della banda ricevette una nuova divisa; il contratto per la commissione di suddette divise fu registrato a Pistoia il 25 maggio 1908, stipulato tra Emilio Torrigiani in quanto Presidente della Filarmonica e il commerciante Samuele Passigli di Firenze. La presenza nell'archivio della Villa Papiano di una copia del contratto fa supporre che l'acquisto sia stato finanziato da lei.
Ogni anno veniva organizzato un concerto in onore di Laura, in occasione del quale il direttore della filarmonica, Carmelo Lembo, componeva una diversa opera musicale in omaggio alla signora; gli spartiti sono ancora conservati presso la Villa di Papiano.

## Altri finanziamenti
Nel suo archivio della Villa sono presenti numerose lettere a lei inviate da parte di associazioni, enti o privati con la richiesta di sostegno economico. Finanziò la Società Sportiva Libertas di Porciano, la Società Sportiva Lampo di Lamporecchio, la ricostruzione della Pieve di Santo Stefano.
Finanziò la Società Operaia di Mutuo Soccorso e le sue elargizioni permisero di sussidiare i suoi componenti, ma anche il formarsi di un capitale sociale su cui fare affidamento nell'avvenire. Di questa società fu nominata all'unanimità presidentessa onoraria.

## Dimore di Firenze e Roma

### Firenze
La prima testimonianza di una sua presenza a Firenze è una firma apposta sul Libro dei Soci del Gabinetto Viesseux il 10 ottobre del 1883. Dopo la firma scrisse: "Hotel de la Ville, 1 month, paid". L'hotel si affacciava sul Lungarno Vespucci ed era frequentato da stranieri. Nel Libro dei Soci rimane traccia anche di un suo soggiorno a Bagno alla Villa, alle Terme di Bagni di Lucca, dal 9 giugno del 1884, per tre mesi.
Successivamente prese in affitto un appartamento sul Lungarno Corsini (1891-1893 circa). Poi ne acquistò uno al  numero 20 del Lungarno Vespucci, che vendette nel 1905 per acquistare una casa a Roma. In seguito si trasferì al numero 57 del viale Milton, sul torrente Mugnone.
Di solito trascorreva i mesi invernali a Firenze e usava arrivare a Papiano intorno al mese di aprile. Anche sui guest books conservati in villa, i primi ospiti compaiono proprio nei mesi primaverili. Ogni stagione tutto il personale di servizio si spostava al suo séguito ed era abitudine prenotare un intero scompartimento del treno per far viaggiare i suoi effetti personali. Due fotografie ritraggono il gruppo di coloro che lavoravano alle sue dipendenze proprio di fronte alla facciata interna della dimora fiorentina.

### Roma
Da alcune ricevute di affitto conservate all'interno dell'archivio privato della Villa di Papiano, si deduce la sua presenza a Roma fin dal 1902. La sua prima residenza risulta essere stata al numero 3 di via Balbo (1902-1904), una seconda residenza, denominata Villino Piaggio, fu affittata tra il 1904 e il 1905; si trovava al numero 10 di via Lucullo. Nel maggio 1905 acquistò, infine, una palazzina dotata di giardino al numero 41 della via Sallustiana, che rivendette nel 1911

## Morte e sepoltura
È morta a Firenze nella sua villetta al numero 57 del viale Milton. Temporaneamente la salma venne tumulata nel Cimitero degli Allori, sulla via Senese, poi il 1 settembre trasportata a Philadelphia e sepolta  al Laurel Hill Cemetery.
La sua tomba è realizzata in pietra grigia e ha la forma di una croce celtica. Sul basamento a colonna sono incisi il suo nome, l'anno di nascita e quello di morte. Nello stesso luogo sono sepolti i genitori e molti altri membri della famiglia.

## La Villa di Papiano
La villa, di origini rinascimentali di proprietà della famiglia Torrigiani, dopo il passaggio a Laura è attualmente di proprietà della famiglia Venturini. È sottoposta a tutela dalla Soprintendenza. Alcuni edifici annessi ospitano appartamenti per affitto turistico.
La villa è inserita nel circuito delle Case della Memoria e nelle Case di Cittadini Illustri.
Nell'appartamento di Laura sono conservati la sua numerosa biblioteca, l'archivio (corrispondenza privata, documenti relativi alla fattoria), vestiti e oggetti personali.